# Grylloblatta chirurgica
Grylloblatta chirurgica är en insektsart som beskrevs av Gurney 1961. Grylloblatta chirurgica ingår i släktet Grylloblatta och familjen Grylloblattidae. IUCN kategoriserar arten globalt som sårbar. Inga underarter finns listade i Catalogue of Life.